# 부관참시

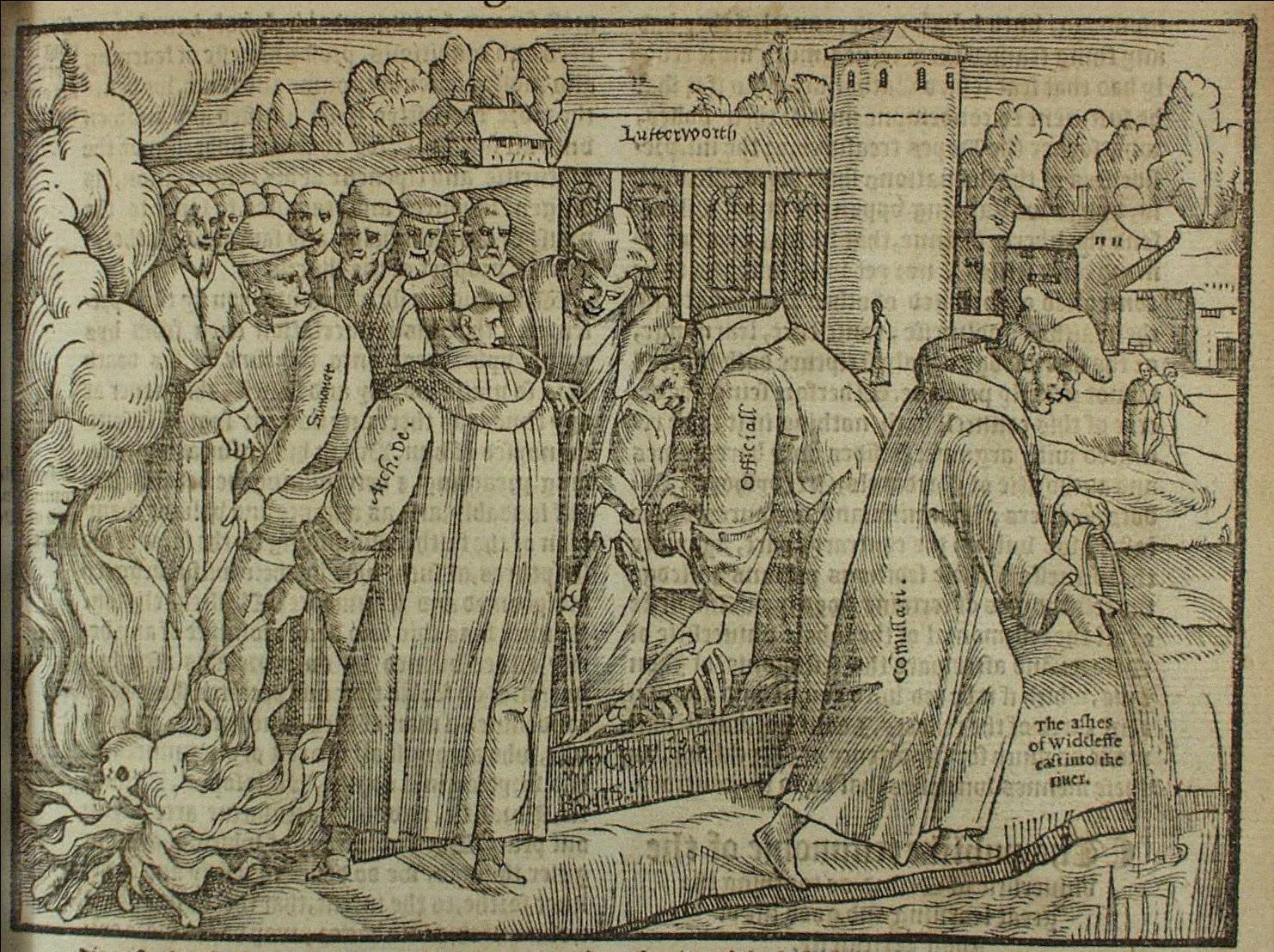
존 위클리프의 부관화형

부관참시(剖棺斬屍, 영어: posthumous execution) 또는 부관참두(剖棺斬頭)는 이미 사망한 사람이 사망 후에 큰 죄가 드러났을 때 처하는 극형을 말한다. 이 극형은 무덤에서 관을 꺼내어, 그 관을 부수고 시신을 참수하는 것으로, 부관형과 참시형을 합친 형벌이다. 사람을 두 번 죽이는 형벌로 여겨졌으나, 부관참시 자체는 명예형이다.
한편 육시(戮屍)는 죽은 시신의 목을 베는 형벌로서, 부관(剖棺) 곧 관을 부수는 과정은 포함하지 않기 때문에 참시 또는 참두에 해당하는 형벌이다.

## 고려
- 김부식 - 무신정변

## 조선
- 현덕왕후
- 김종직 - 무오사화
- 송흠 - 연산군 10년 1504년
- 이파(李坡) - 연산군 10년 1504년- 갑자사화
- 한명회, 정여창, 남효온
- 한치형, 심회, 어세겸, 정창손, 성준, 이극균
- 김옥균
- 심기원
- 김자점
- 김승현(조선시대 난을 일으킨 천민 겸 백정 겸 망나니)

## 서양
- 교황 포르모소, 올리버 크롬웰, 존 위클리프 등이 이 형벌에 처해졌다.